# Kanakowie
Kanakowie (fr. Canaque) – rdzenni mieszkańcy Nowej Kaledonii, pochodzenia melanezyjskiego. Stanowią oni około 45% ludności Nowej Kaledonii.
Nazwa Kanak pochodzi od hawajskiego wyrazu kanaka („człowiek”). Nazwy tej, często rozumianej pejoratywnie, używano początkowo na określenie wszystkich rdzennych mieszkańców Oceanii. Później jej znaczenie zostało zawężone jedynie do Melanezyjczyków, aż wreszcie wyłącznie do melanezyjskiej ludności Nowej Kaledonii. W latach 60. XX wieku melanezyjscy Nowokaledończycy w ramach procesu „oceanizacji” słownictwa przejęli to określenie, zmieniając jego zapis z francuskiego canaque na bardziej melanezyjski kanak. Obecnie określenie to ma duże znaczenie dla tożsamości rdzennych mieszkańców wyspy, zwłaszcza wśród ruchów dążących do uniezależnienia tego terytorium od Francji.
Na bazie tego słowo stworzone zostały nowe wyrazy:
- Kanaky – melanezyjskie określenie terytorium Nowej Kaledonii[1], używane przez zwolenników niepodległości,
- kanéka – ludowa muzyka Kanaków, zbliżona stylistycznie do reggae,
- Kanakas – mieszkańcy Oceanii (nie tylko Melanezji) zmuszani do niewolniczej pracy w XIX wieku.

## Sztuka Kanaków

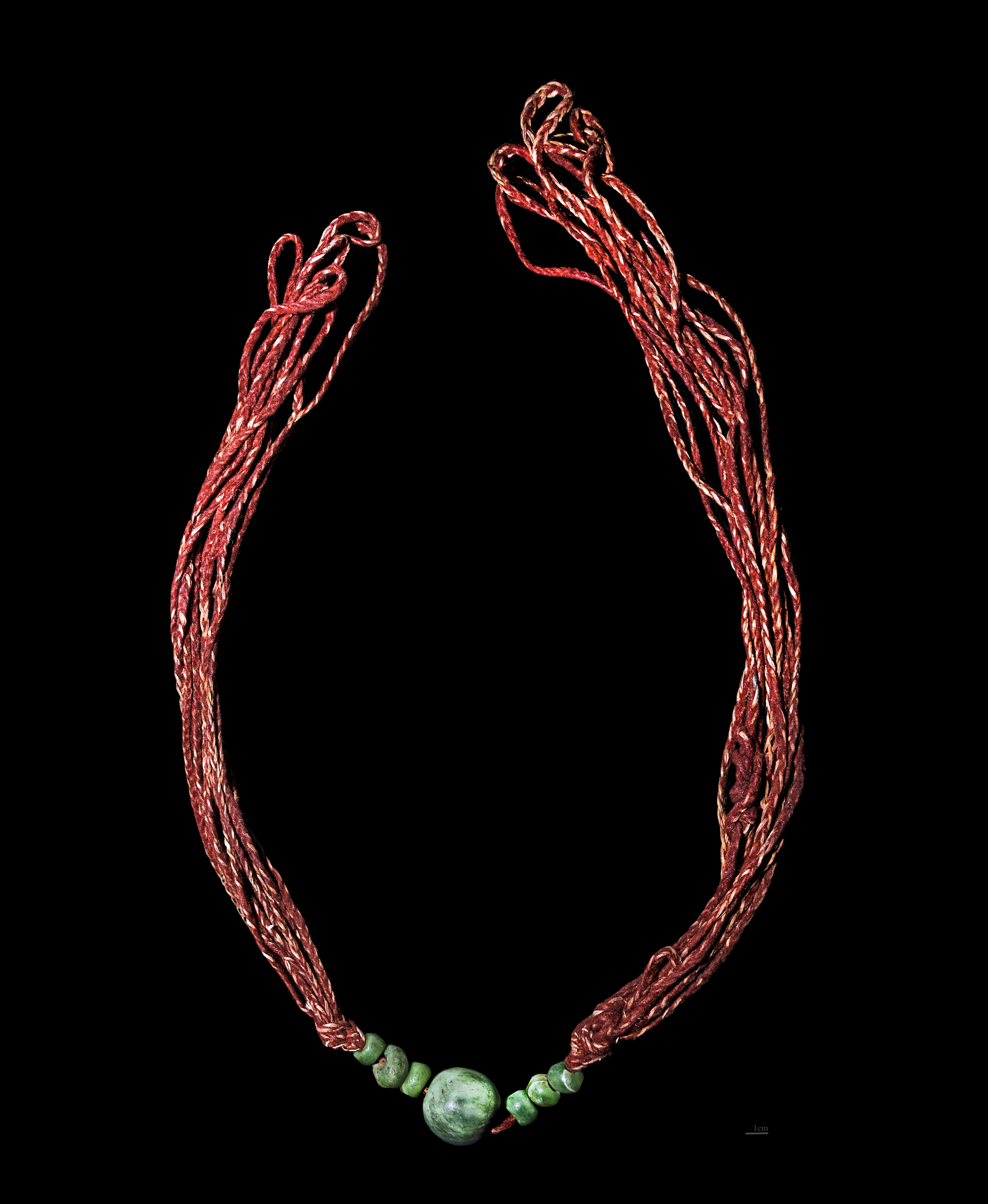
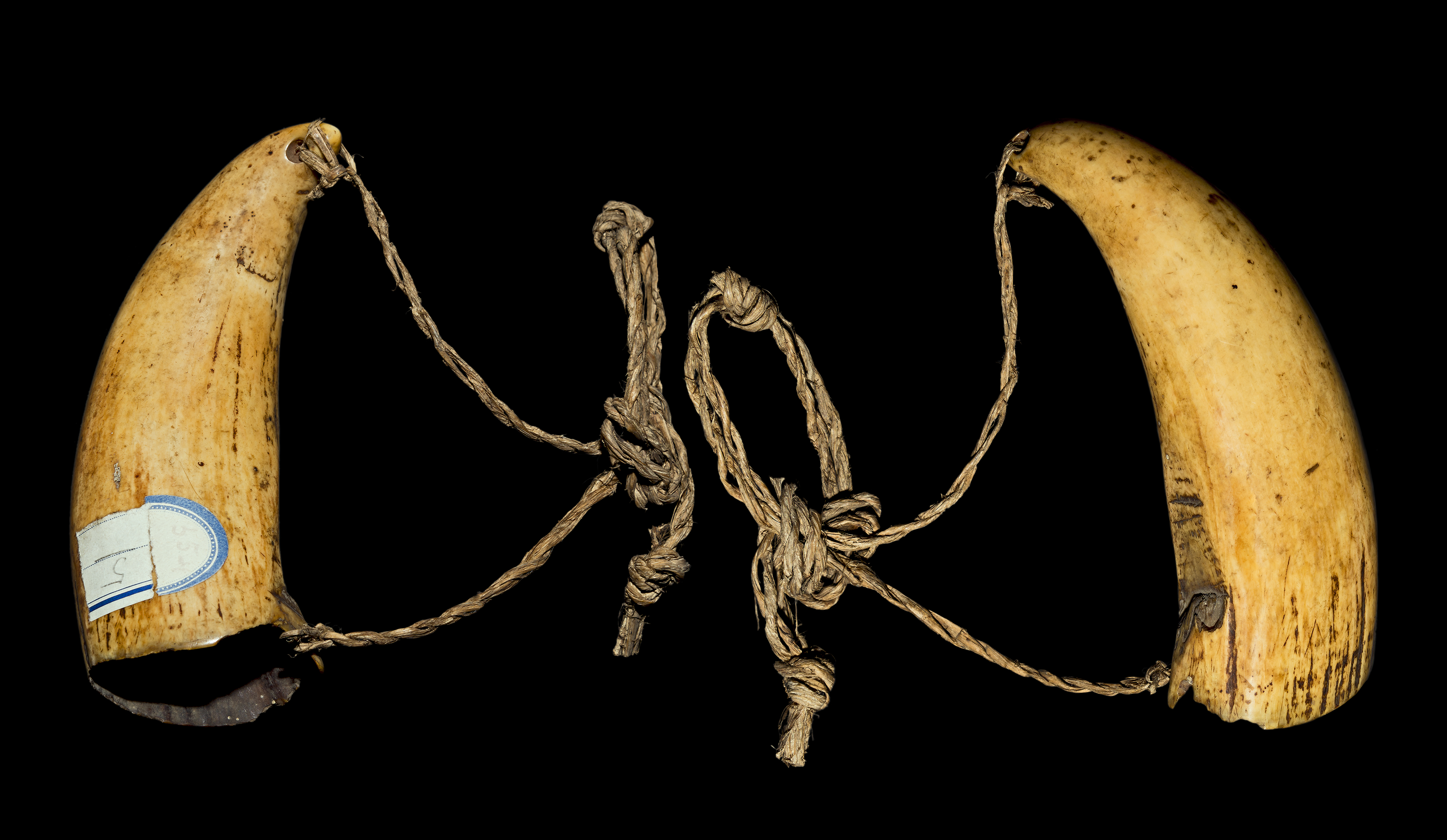
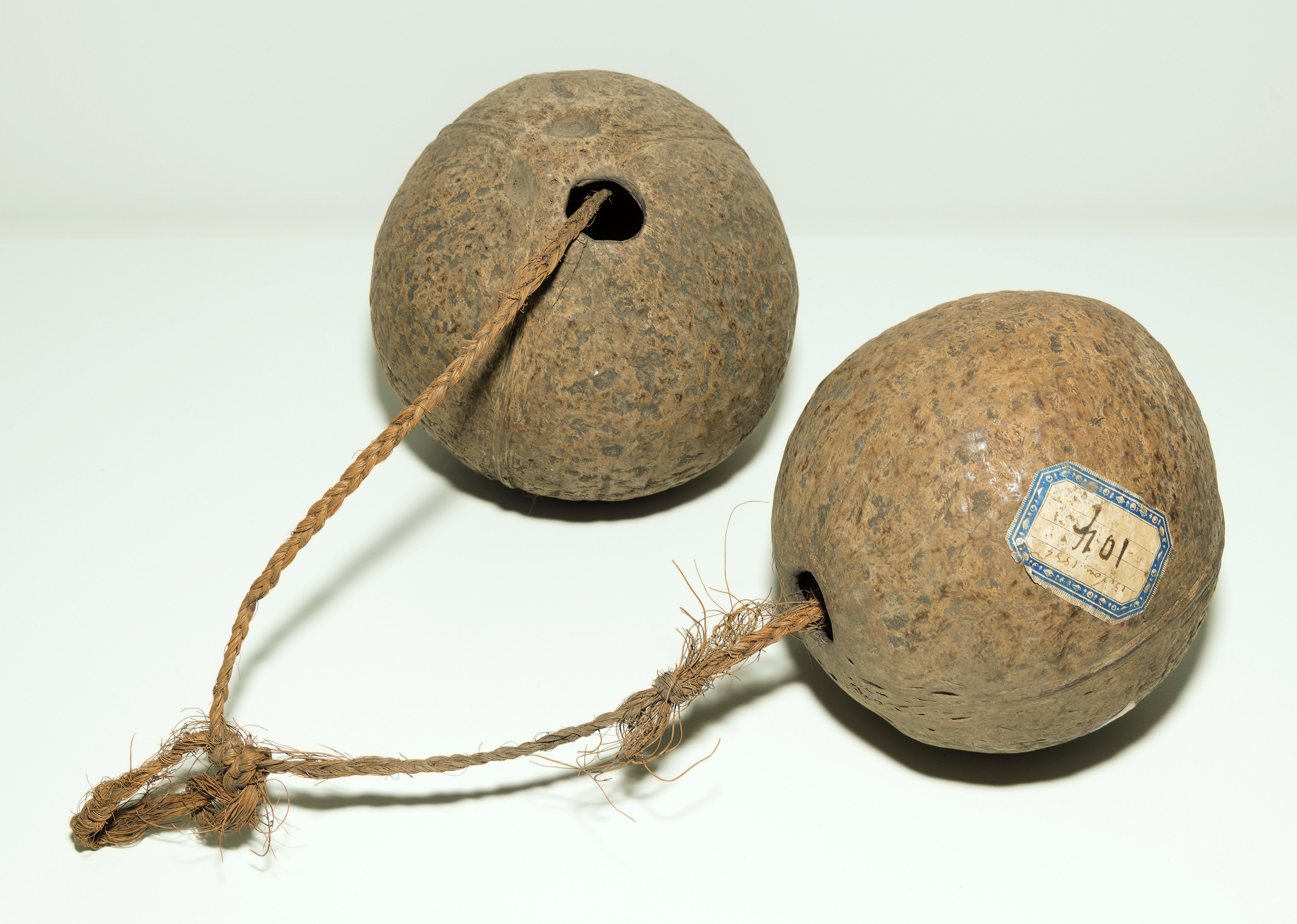
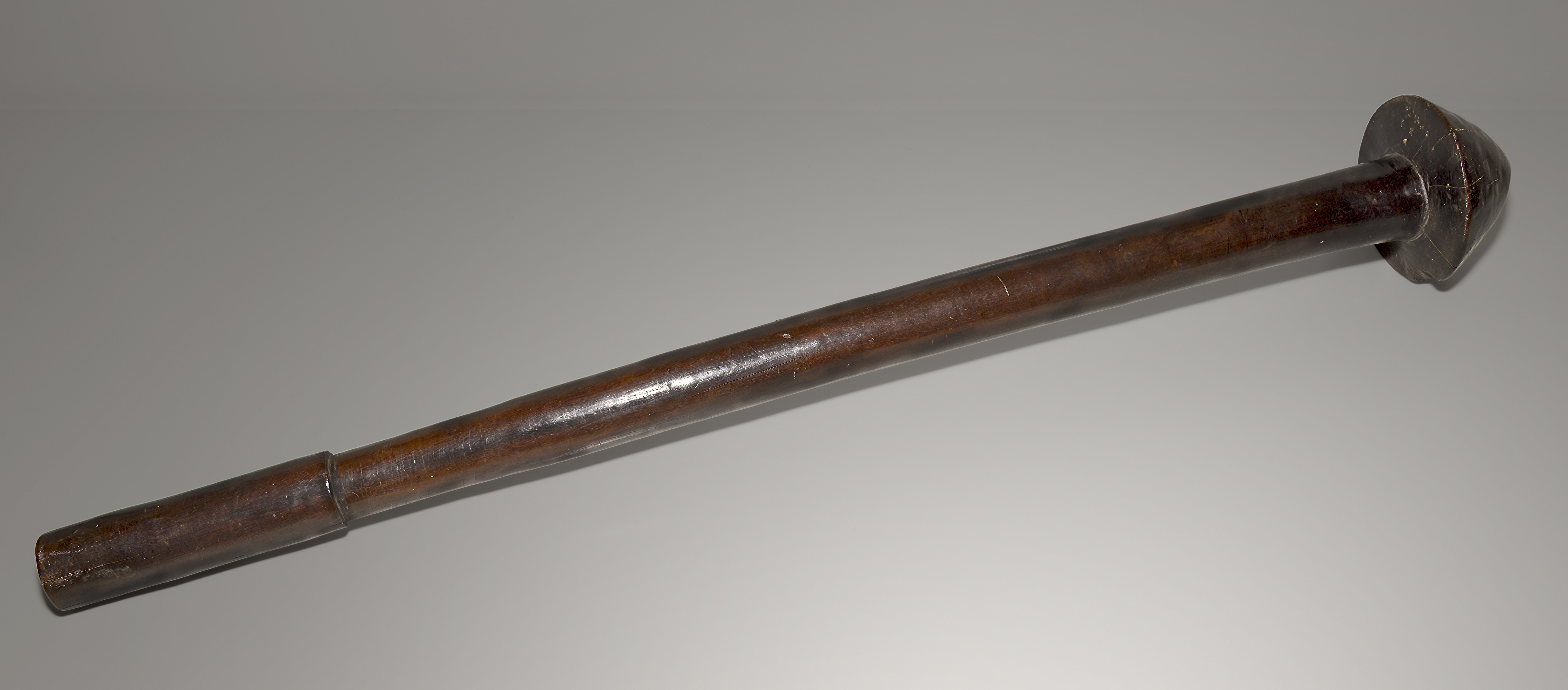
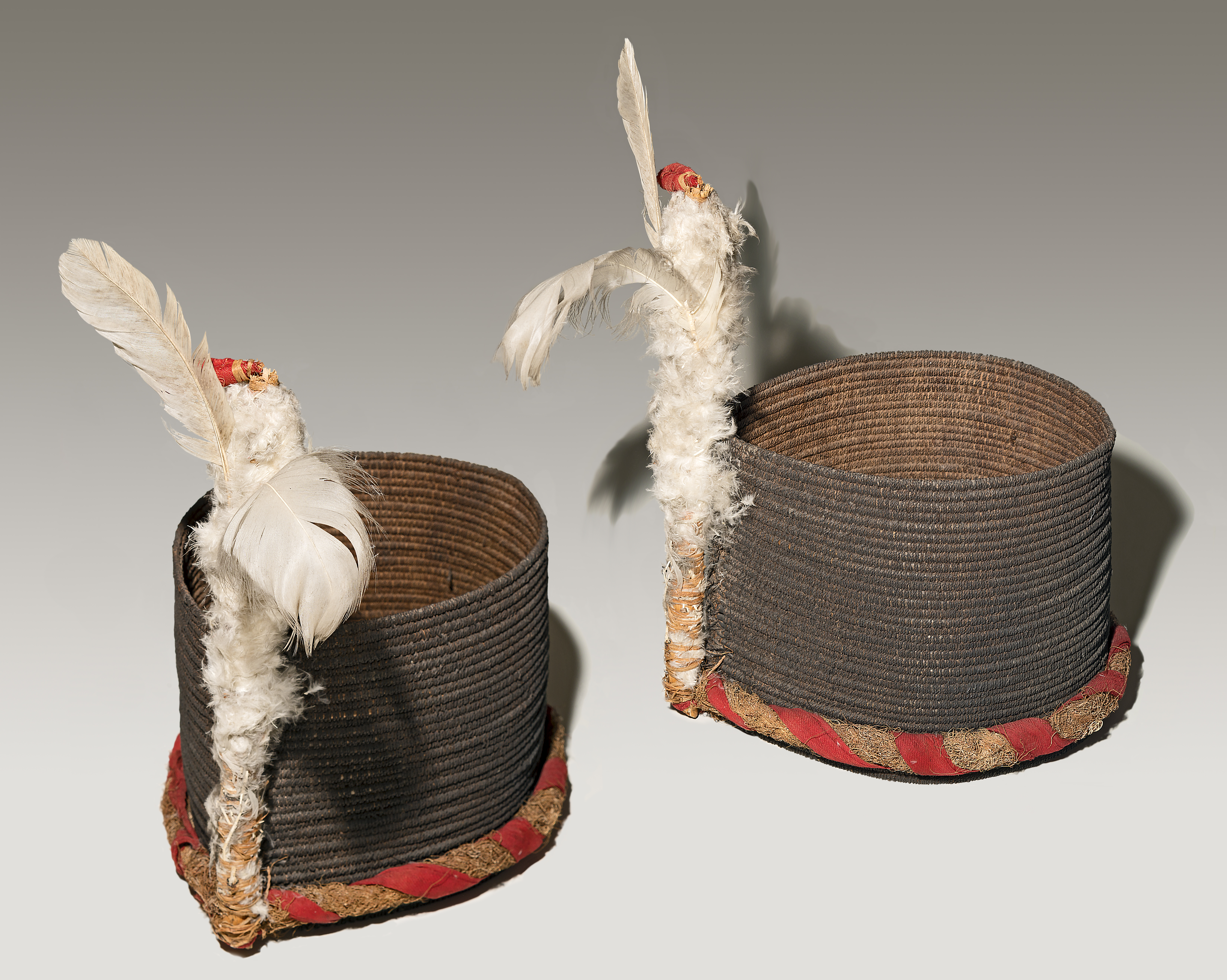
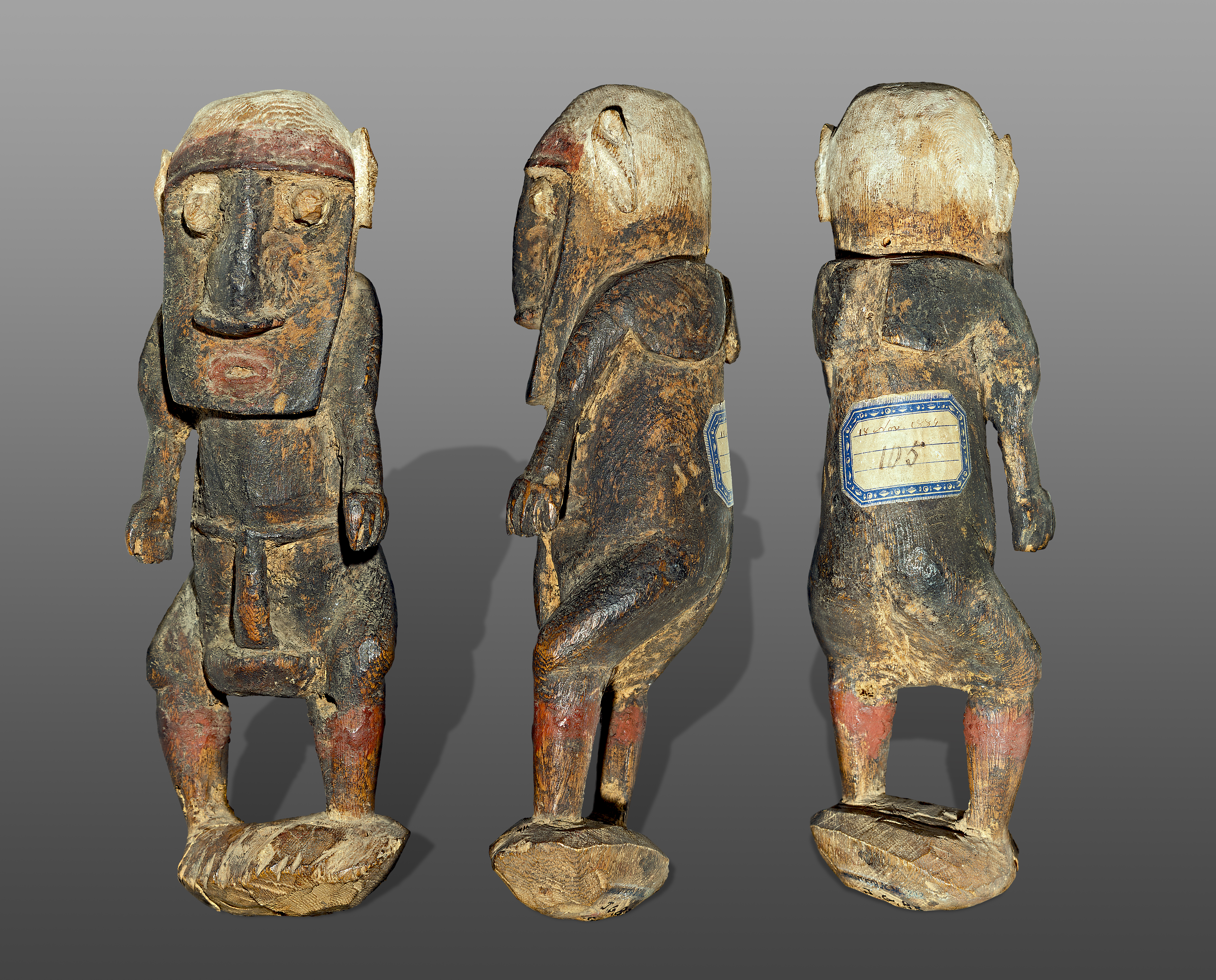
Figurka zrobiona przez Kanaków